# Eernegem
Eernegem är en ort i Belgien.   Den ligger i provinsen Västflandern och regionen Flandern, i den västra delen av landet, 100 km väster om huvudstaden Bryssel. Eernegem ligger 7 meter över havet och antalet invånare är 6 588.
Terrängen runt Eernegem är platt. Runt Eernegem är det tätbefolkat, med 369 invånare per kvadratkilometer.. Närmaste större samhälle är Brygge, 16,2 km nordost om Eernegem. 
Trakten runt Eernegem består till största delen av jordbruksmark.